# Paramicromerys combesi
Paramicromerys combesi är en spindelart som först beskrevs av Jacques Millot 1946.  Paramicromerys combesi ingår i släktet Paramicromerys och familjen dallerspindlar.
Artens utbredningsområde är Madagaskar. Inga underarter finns listade i Catalogue of Life.